# Christoffer Bonde
Christoffer Hoffmann Bonde (født 5. januar 1999 i Hornbæk ved Randers) er en professionel håndboldmålmand, der spiller for Skjern Håndbold.

## Karriere
Bonde startede med at spille håndbold i Hornbæk SF som 10-årig, hvorefter han rykkede til Randers DH og siden Randers HH. I 2018 tog han til Aarhus Håndbold. I 2020 forlængede han kontrakten indtil 2023. Så lang tid skulle han dog ikke blive i Aarhus, da klubben gik konkurs og blev tvangsnedrykket i april 2021. Derfor skrev han konkrakt med Skjern Håndbold. I 2023 forlængede han kontrakten i Skjern indtil 2027 på trods af interesse fra udenlandske klubber.
I 2024-25 sæsonen var han en del af 'årets hold' i Herrehåndboldligaen.
Fra 2026 vil han spille for den franske klub HBC Nantes.